# Stadiumi Flamurtari
Stadiumi Flamurtari – wielofunkcyjny stadion w Wlora, w Albanii. Na tym obiekcie swoje mecze rozgrywa klub Flamurtari Wlora. Stadion może pomieścić 8500 osób.